# 도어맨 (영화)
《도어맨》(영어: The Doorman)는 2020년 미국의 액션 스릴러 영화로, 기타무라 류헤이 감독이 연출했다. 루비 로즈, 장 르노, 루퍼트 에번스가 출연한다.
이 영화는 2020년 10월 1일 러시아에서 극장 개봉되었고, 2020년 10월 9일 미국에서 직접 디지털로 출시되었다. 이 영화는 부정적인 평가를 받았고 국제 극장 개봉으로 307,873달러의 수익을 올렸다.

## 줄거리
전직 해병인 알렉산드라 "알리" 고르스키는 루마니아에서 대사 딸의 호송 임무 중 무장 용병의 습격을 받아 대사 가족을 모두 잃는다. 죄책감을 느낀 알리는 해병대를 떠나 뉴욕으로 돌아오고, 삼촌의 소개로 고급 호텔 '캐링턴'에서 도어맨으로 일하게 된다. 그곳에서 그녀는 죽은 언니의 남편인 존 스탠튼 교수와 그의 두 아이들 맥스와 릴리를 만나고, 과거 존과 불륜 관계였던 사실 때문에 어색함을 느낀다.
그러던 어느 날, 이스터 연휴 기간에 다른 도어맨 '보르즈'가 삼촌을 살해하면서 호텔 내에 숨겨진 그림들을 노린 범죄 집단의 음모가 드러난다. 보르즈와 빅터 듀보아가 이끄는 용병들은 호텔을 봉쇄하고, 그림의 행방을 알고 있는 '베르나르 헤르쉬'를 찾아 고문하지만, 그는 기억을 잃어 그림의 위치를 제대로 말하지 못한다. 헤르쉬 부부를 살해한 용병들은 그림이 숨겨져 있을 가능성이 높은 스탠튼 가족의 아파트로 향하고, 알리는 용병들과 맞서 싸우기 시작한다.
용병들은 존과 릴리를 인질로 잡고 금고를 열려 하지만, 맥스는 미리 도망쳐 알리에게 도움을 요청한다. 알리는 소방 경보를 울려 혼란을 야기하려 하지만, 보르즈에게 들통나 실패한다. 알리는 용병들을 하나씩 제거하며 맥스와 함께 싸우고, 맥스는 모르스 부호로 알리에게 급수 밸브를 잠그라는 메시지를 보낸다. 알리는 물 공급을 차단하고 폭탄을 설치해 용병들을 공격하지만, 듀보아는 알리를 협박해 물 공급을 복구하게 하고 금고를 열어 그림을 손에 넣는다. 그러나 그림의 가치가 알려진 것보다 훨씬 높다는 사실에 보르즈는 듀보아와 거래를 다시 하고, 알리는 기회를 틈타 다시 전투에 돌입한다.
경찰이 도착하자 보르즈는 도어맨으로 위장해 빠져나가면서 모든 죄를 알리에게 뒤집어씌우고, 알리는 그를 추격한다. 하수구에서 보르즈는 듀보아를 배신하고 살해하지만, 결국 알리의 수류탄 공격에 목숨을 잃는다. 사건이 마무리된 후, 알리는 런던으로 떠나는 존과 아이들과 작별 인사를 나눈다.

## 출연진
- 루비 로즈 - 알렉산드라 "앨리" 고스키
- 장 르노 - 빅토르 드부아
- 루이스 맨다이어 - 마르티네스
- 루버트 에번스 - 존 스탠턴
- 악셀 헨니 - 보르스
- 다비드 사쿠라이 - 해머
- 필립 휘처치 - 팻 삼촌
- 줄리언 피더 - 맥스
- 이토 히데아키 - 리오
- 제이미 새터스웨이트 - 올슨
- 킬라 로드 캐시디 - 릴리 스탠턴
- 댄 케이드 - 필 나컴